# Хабих, Георг
Георг Хабих (нем. Georg Habich, 1868—1932) — немецкий археолог, искусствовед и нумизмат, издатель, профессор нумизматики и медальерного искусства. Получил известность благодаря работам в области ренессансных медалей. С 1907 года служил директором Государственного нумизматического собрания Мюнхена.
Совместно с Максом Бернхартом издавал журнал о медалях и плакетах «Archiv für Medaillen- und Plakettenkunde» (Halle, 1913/14; 1920/21; 1921/22; 1923/24; 1925/26).

## Основные работы
- «Немецкие медали XVI века» (Die deutschen Medailleure des XVI. Jahrhunderts. — Halle, 1916)
- «Медали Итальянского Возрождения» (Die Medaillen der italienischen Renaissance. — Stuttgart, Berlin, 1923)
- «Немецкие памятные монеты XVI века» (Die deutschen Schaumünzen des XVI. Jahrhunderts. 5 Bde/Vollendet von M. Bernhart und P. Grotemeyer. — München, 1929—1934) — основополагающий труд Георга Хабиха.